# وست هام يونايتد

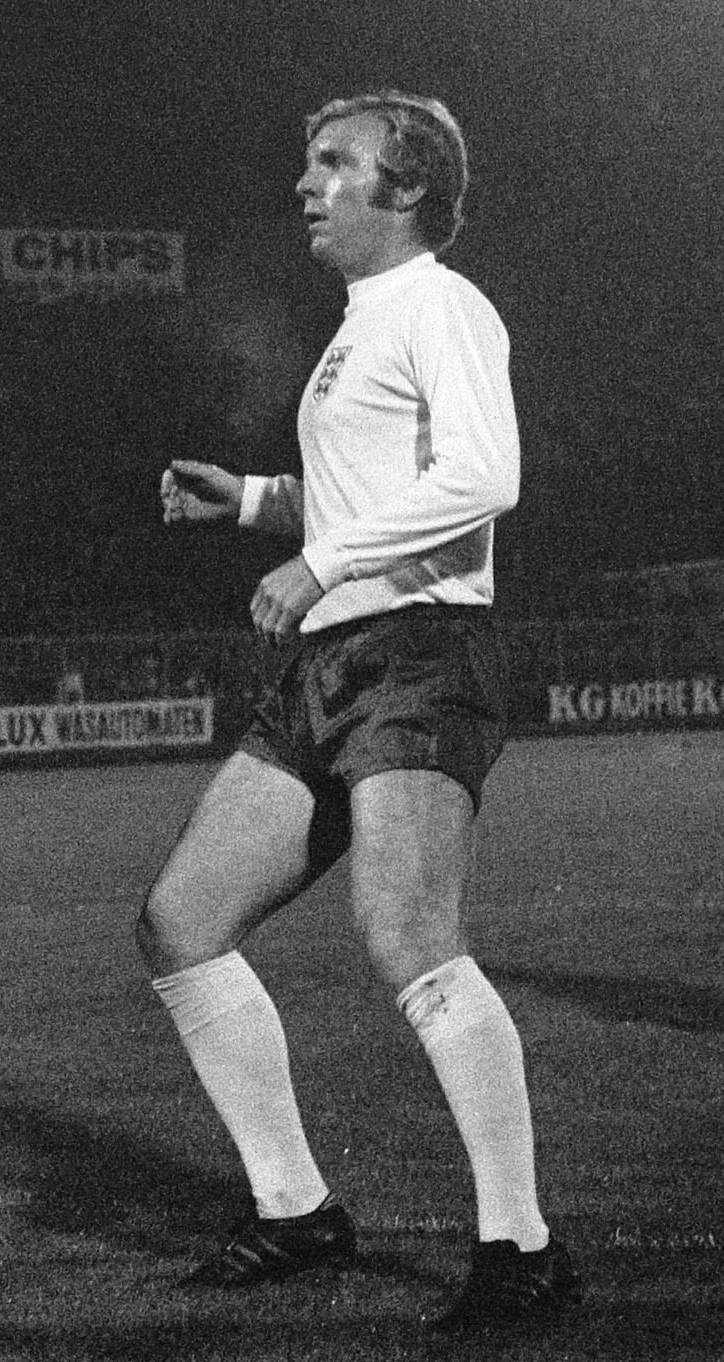
بوبي مور أحد رموز وست هام يونايتد والمنتخب الإنجليزي

نادي وست هام يونايتد لكرة القدم (بالإنجليزية: West Ham United Football Club) هو نادي كرة قدم إنجليزي. يشارك في الدوري الإنجليزي الممتاز. تأسس في عام 1895 باسم «التايمز للأدوات الحديدية». يقع ملعبه في منطقة أبتون بارك بشرق لندن. يلقب النادي أيضاً بـ«المطارق» و«الحدائد» لأنه نشأ بالقرب من مصنع للحديد في لندن. المدرب الحالي للنادي هو ديفيد مويس.
في عام 1899 انضم النادي لدوري الدرجة الثانية الجنوبي. في عام 1900 أصبحت شركة التايمز للأدوات الحديدية شركة محدودة لذا استبدل اسم النادي بمسماه الحالي «وست هام يونايتد». في عام 1897 انتقل النادي إلى ملعب «ذا مموريال غراوند» في منطقة بلايستو، ثم انتقلوا إلى ملعبهم الحالي في أبتون بارك الذي كان يسمى «القلعة» في عام 1905. انضم الفريق في عام 1919 إلى دوري كرة القدم، وصعد للدرجة الأعلى في عام 1923. لم يحقق الفريق إنجازات كثيرة نسبياً، ولعل أبرز ما يحسب للنادي فوزه بكأس إنجلترا ثلاث مرات. يتسع ملعب النادي في أبتون بارك لأكثر من 35،000 متفرج.
من أبرز اللاعبين الذين مرو بالنادي: الأسترالي لوكاس نيل، والإسكتلندي كريستيان دايلي، والإنجليزي تيدي شيرنغهام، والبرتغالي لويس بوا مورتي، والغاني جون بنتسيل، والأرجنتيني كارلوس تيفيز. خافيير ماسكيرانو، الإيطالي باولو دي كانيو.

## ملعب الفريق

### بولين غراوند
ملعب بولين غراوند ويعرف أيضا بملعب ابتون بارك نظرا لموقعه في منطقة ابتون بارك شرق مدينة لندن، وهو ملعب كرة قدم يعود لنادي وست هام يونايتد الذي يلعب في الدوري الإنجليزي الممتاز «البريمرليغ». ويتسع الملعب لنحو (35,016) متفرج.
يقع الملعب في شارع غرين ستريت، حيث قام النادي بأيجار أرض ومنزل تقع ضمن بلدية بورو في ايست هام من الكنيسة الرومانية الكاثوليكية عام 1912. وجائت تسمية «بولين غراوند» نسبة إلى منزل كان يقع بجوار الأرض سابقاً ويعرف بـ (قلعة بولين) نسبة إلى الملكة البريطانية "آن بولين"، وحالياً يعرف الملعب باسم «ابتون بارك» وهي التسمية الشائعة بين الناس نسبة إلى المكان الذي يقع فيه الملعب.
تأسس نادي وست هام يونايتد عام 1895، وفي عام 1897 انتقل النادي إلى ملعب «ذا مموريال غراوند» في منطقة بلايستو للعب مبارياته، ولكن بعد خلاف حول الإيجار اضطر النادي للبحث عن مكان جديد لأقامة مبارياته. إلى أن عثر النادي على أرض خاوية تعود للمدرسة الكاثوليكية الرومانية، وتم التوصل فيما بعد إلى اتفاق مع السلطات الكاثوليكية لاستخدامها لتكون ملعبا جديداً للنادي اللندني. لعب وست هام مباراته الأولى في بولين غراوند في 1 سبتمبر 1904. وفاز فيها على فريق ميلوول بنتيجة 3-0، وبحضور أكثر من 10,000 متفرج.
في يناير 2014 وافق مجلس إدارة نادي وست هام يونايتد على بيع الملعب الحالي للفريق «آبتون بارك - بولين جراوند» لمجموعة (شركات جاليارد العقارية) بمبلغ 71 مليون جنيه إسترليني، حيث تنوي تحويل الملعب لمجمع سكني، وهو ذات السيناريو الذي قام به آرسنال قبل ثمانية أعوام عندما باع ملعبه التاريخي الـ (هايبوري) قبل التحول إلى الملعب الحالي (ملعب الإمارات).
فبعد أن نجح في منتصف العام 2013 بالفوز بحق استئجار الملعب الأولمبي بالعاصمة لندن بدءاً من موسم 2017/2016 بعد خوضه لمنافسة شرسة مع أندية (توتنهام هوتسبير، كوينز بارك رينجرز ولايتون آورينت) للانتفاع بالملعب لمدة 99 عاماً. ومن المقرر أن توفر الصفقة التي عقدتها أدارة النادي مع شركة جاليارد حوالي 700 منزلاً على أرض ملعب آبتون بارك وهي أكبر صفقة تطوير في تاريخ الملاعب الإنجليزية.

### الملعب الأولمبي

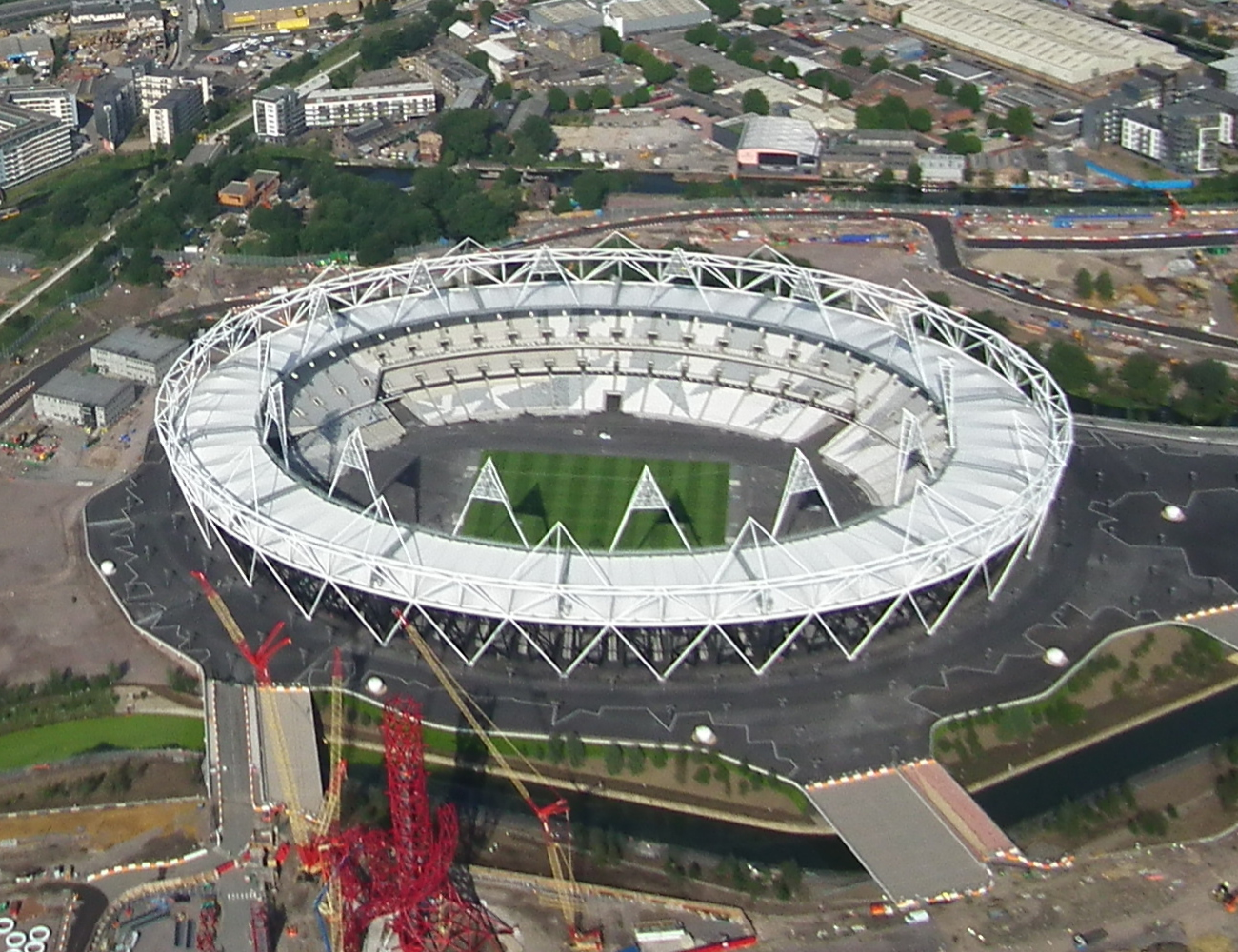
الملعب الأولمبي في يونيو 2011

ملعب لندن الأولمبي (بالإنجليزية: London Olympic Stadium) هو ملعب أولمبي يقع في مدينة ستراتفورد إحدى ضواحي شرق العاصمة الإنجبليزية لندن. يبعد الملعب حوالي 6.5 ميلا (10.5 كم) من وسط لندن، ولكن ست دقائق من محطة السكك الحديدية لندن سانت بانكراس عبر خدمات السكك الحديدية ستراتفورد الدولية عالية السرعة.
شيد الملعب في البداية من أجل احتضان دورة الألعاب الأولمبية الصيفية 2012 ودورة ألعاب البارالمبيك الصيفية 2012. حيث استضاف الملعب افتتاح الدورة وختامها مع عدة منافسات أخرى. يعتبر الملعب الأولمبي ثالث أكبر ملعب في بريطانيا بعد ملعب ويمبلي وملعب تويكنهام، حيث يستع لحضور 80,000 متفرج. بدأت أعمال البناء في منتصف عام 2007، وقد افتتح في عام 2011.
حالياً، يمر الملعب بفترة من أعمال الصيانة والتأهيل، بعدما نجح نادي وست هام يونايتد الإنجليزي في منتصف عام 2013 بالفوز بحق استئجار الملعب الأولمبي بالعاصمة لندن بدءاً من موسم 2017/2016 بعد خوضه لمنافسة شرسة مع أندية (توتنهام هوتسبير، كوينز بارك رينجرز ولايتون آورينت) للانتفاع بالملعب لمدة 99 عاماً. بعد 3 سنوات من المنافسة مع نادي توتنهام هوتسبور. ويعود سبب فوز وست هام يونايتد بأخذ الملعب بعد تعهده بالإبقاء على مضمار ألعاب القوى، بينما رفض توتنهام هوتسبور ذلك، في الوقت الذي أعلنت فيها رابطة الدوري الإنجليزي دعمها لعرض وست هام يونايتد بعدما تم الوفاء بكل المعايير المطلوبة.
وكان وست هام قد أعلن في عرضه أنه يهدف لتحويل قدرة الملعب إلى 60 ألف متفرّج لمنافسات كرة القدم، ألعاب القوى، الحفلات الموسيقية والنشاطات الاجتماعية، بينما رفض توتنهام ذلك وأعلن أن ذلك لا يعتبر مناقضاً للاتفاق.

## الشعار

شعار النادي من 1987 إلى 1998
شعار النادي من 1998 إلى 2016
شعار النادي من 2016 وحتى الآن

## تشكيلة الفريق

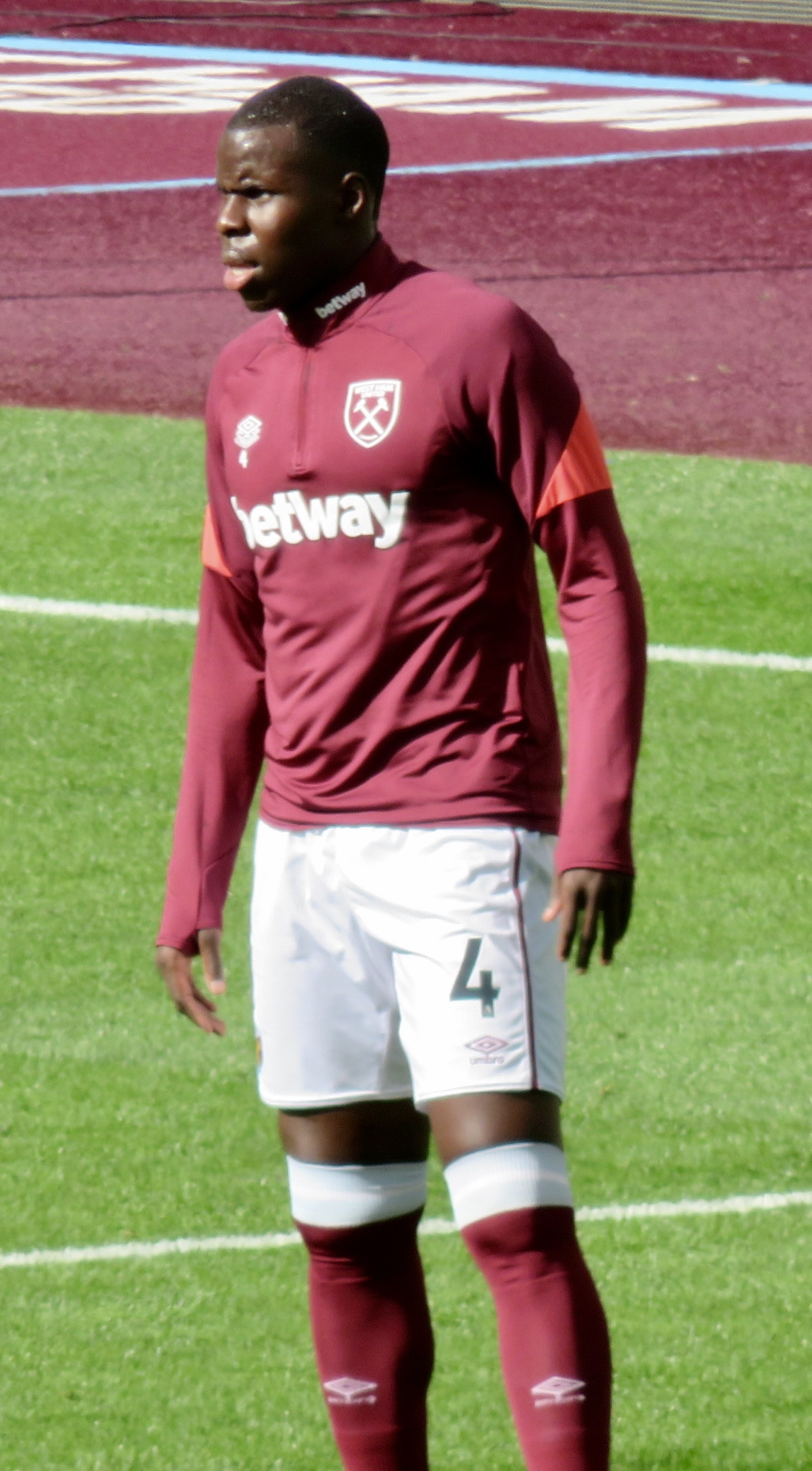
كورت زوما قائد الفريق

| رقم الفانيلة | الاسم           | الجنسية        | المركز   | تاريخ الميلاد (العمر) | وقع من                    |
| الحراس       | الحراس          | الحراس         | الحراس   | الحراس                | الحراس                    |
| ------------ | --------------- | -------------- | -------- | --------------------- | ------------------------- |
| 1            | لوكاس فابيانسكي | بولندا         | GK       |                       |                           |
| 23           | أريولا          | فرنسا          | GK       | 27 فبراير 1993        | باريس سان جيرمان          |
| 49           | جوزيف أنانج     | إنجلترا        | GK       |                       |                           |
| المدافعون    |                 |                |          |                       |                           |
| 4            | زوما            | فرنسا          | CB       | 27 أكتوبر 1994        |                           |
| 27           | نايف أكرد       | المغرب         | CB       | 30 مارس 1996          | ستاد رين                  |
| 33           | إيميرسون        | إيطاليا        | LB       | 3 أغسطس 1994          | تشيلسي                    |
| 5            | فلاديمير كوفال  | جمهورية التشيك | RB       | 22 أغسطس 1992         | سلافيا براغ               |
| 15           | مافروبانوس      | اليونان        | CB       | 11 ديسمبر 1997        | أستون فيلا                |
| 21           | أنغيلو أوغبونا  | إيطاليا        | CB       | 23 مايو 1988          | يوفنتوس                   |
| 3            | كريسويل         | إنجلترا        | RB       | 15 ديسمبر 1989        | ايبسويتش تاون             |
| –            | تيلو كيرر       | ألمانيا        | LB       | 21 سبتمبر 1996        | باريس سان جيرمان          |
| 2            | بينجامين جونسون | إنجلترا        | RB / CB  | 24 يناير 2000         | أكاديمية الشباب           |
| الوسط        |                 |                |          |                       |                           |
| 7            | جيمس وارد بروس  | إنجلترا        | DM/CM    | 1 نوفمبر 1994         | ساوثهامبتون               |
| 8            | بابلو فورنالس   | إسبانيا        | LM/AM    | 22 فبراير 1996        | فياريال                   |
| 10           | لوكاس باكيتا    | البرازيل       | AM/CM/DM | 27 أغسطس 1997         | ليون                      |
| 28           | توماس سوسيك     | جمهورية التشيك | DM/CM    | 27 فبراير 1995        | جمهورية التشيكسلافيا براغ |
| 14           | محمد قدوس       | غانا           | MF       | 2 أغسطس 2000          | اياكس                     |
| 19           | إديسون ألفاريز  | المكسيك        | DM       | 24 أكتوبر 1997        | اياكس                     |
| 20           | جارود بوين      | إنجلترا        | RM/ FW   |                       |                           |
| الهجوم       |                 |                |          |                       |                           |
| 9            | مايكل أنطونيو   | جامايكا        | FW       | 06 يناير 1989         | نادي ليفربول              |
| 17           | ماكسويل كورنيه  | ساحل العاج     | FW       |                       |                           |
| 18           | داني إنغز       | إنجلترا        | FW       |                       |                           |
| 22           | سعيد بن رحمة    | الجزائر        | FW       |                       |                           |
| 45           | ديفين موباما    | إنجلترا        | FW       | 25 أكتوبر 2004        | فريق الشباب               |

## أبرز الإنجازات
- كأس أبطال الكؤوس الأوروبي: 1964-65
- كأس الإنترتوتو: 1999
- كأس إنجلترا: 1964، 1975، 1980
- الدوري الإنجليزي الدرجة الثانية: 1957–58, 1980–81
- دوري المؤتمر الأوروبي 2023

## وصلات خارجية
- الموقع الرسمي